# ماري تورانس لاثراب
ماري تورانس لاثراب (بالإنجليزية: Mary Torrans Lathrap) (25 أبريل 1838 - 3 يناير 1895)، المعروفة أيضًا بأنها «دانيال وبستر التحريم» كانت شاعرةً أمريكية، وواعظة، ومؤيدة لحق المرأة في الاقتراع، ومجددة للاعتدال.

## نشأتها وتعليمها
ولدت ماري تورانس في مزرعة بالقرب من جاكسون، بولاية ميشيغان في 25 إبريل 1838، كان والدها مشيخيين اسكتلنديين-أيرلنديين. قضت ماري سنوات طفولتها في مارشال، حيث تعلمت في مدارسها العامة. كانت طفلة أدبية، ساهمت وهي في الرابعة عشر من عمرها في جريدة محلية باسم مستعار «لينا». تغيرت معتقداتها في العاشرة، لكنها لم تنضم إلى الكنيسة حتى بلغت 18 سنةً تقريبًا.

## مسيرتها

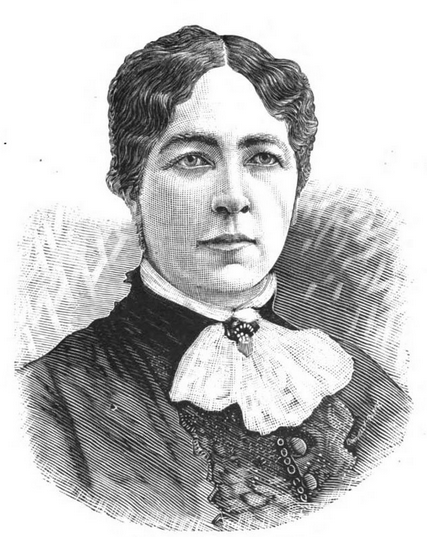
ماري لاثراب (قبل عام 1889)

من عام 1862 وحتى 1864، درّست ماري في مدارس ديترويت العامة. في عام 1864، تزوجت من كارنيت سي. لاثراب، الذي كان يعمل مساعد جراح فوج سلاح الفرسان التاسع في ميشيغان حينها. في عام 1865، رحل الزوجان إلى جاكسون، حيث انضمت ماري إلى الكنيسة الأسقفية الميثودية، التي كان زوجها عضوًا فيها، وصارت متكلمةً في صفوف الكنيسة. في عام 1871، منحت رخصة ممارسة التبشير بالإنجيل، وبدأت في كنيسة طائفة الأبرشانيين في مركز ميشيغان. أثارت خطبها الناس، وعملت مبشرة لسنوات عديدة، ساهمت خلالها في هداية الآلاف.
شاركت بنشاط في «حملة المرأة»، وشاركت في تأسيس اتحاد المرأة المسيحية المعتدلة، وتولت منصب رئيسة اتحاد ولاية ميتشيغان منذ عام 1882، وقد كرست عملها لصالحه مدة ثمانية سنوات على الأقل.
عملت في ولايات مختلفة، وساهمت بشكل كبير في تأمين قانون التدريس العلمي، وفي حملات التحسين التي نظمتها حكومة ولاية ميتشيغان ونبراسكا وداكوتا. في عام 1878، حصلت على موافقة من برلمان ولاية ميتشيغان على مشروع قانون يقضي بتخصيص مبلغ 30,000 دولار أمريكي لإنشاء مكان صناعي للإناث باسم « the Girls' Industrial Home» وهو مدرسة إصلاحية في أدريان. في عام 1890، أصبحت عضوًا في مجلس المرأة في واشنطن العاصمة.
كان عملها في التبشير جزءًا كبيرًا من حياتها وجهودها، لكن عملها وإسهاماتها الأدبية كانت مهمة أيضًا، إذ كانت قصائدها أعمالاً جديرة بالتقدير، وكتبت ما يكفي لتملأ مجلدًا ضخمًا. طغى على دوافعها الأدبية العمل الأخلاقي الذي كانت تشغله خلال سنوات نشاطها في العمل التبشيري والعودة إلى الاعتدال. اقتبس الكثير من قصائدها التذكارية لجيمس أ.غارفيلد وجون بارثولوميو غوف، وكذلك العديد من قصائدها الأخرى. كانت دروسها في الوعظ ناجحة دائمًا.

## وصلات خارجية
- أعمال أو نبذة عن ماري تورانس لاثراب على أرشيف الإنترنت